# Pseudis bolbodactyla
Espèce
Statut de conservation UICN

 LC  : Préoccupation mineure
Pseudis bolbodactyla est une espèce d'amphibiens de la famille des Hylidae.

## Répartition
Cette espèce est endémique du Brésil. Elle se rencontre du niveau de la mer jusqu'à 1 000 m d'altitude, dans le Minas Gerais, dans le sud du Goiás, dans le Sud de Bahia et dans le nord de l'Espírito Santo,.
Elle est complètement aquatique, vivant dans les lacs, les mares et les cours d'eau du cerrado et de la caatinga.

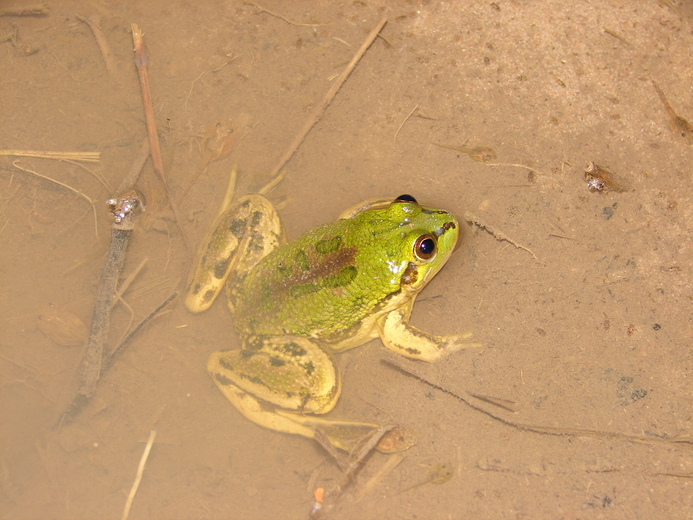
Pseudis bolbodactyla

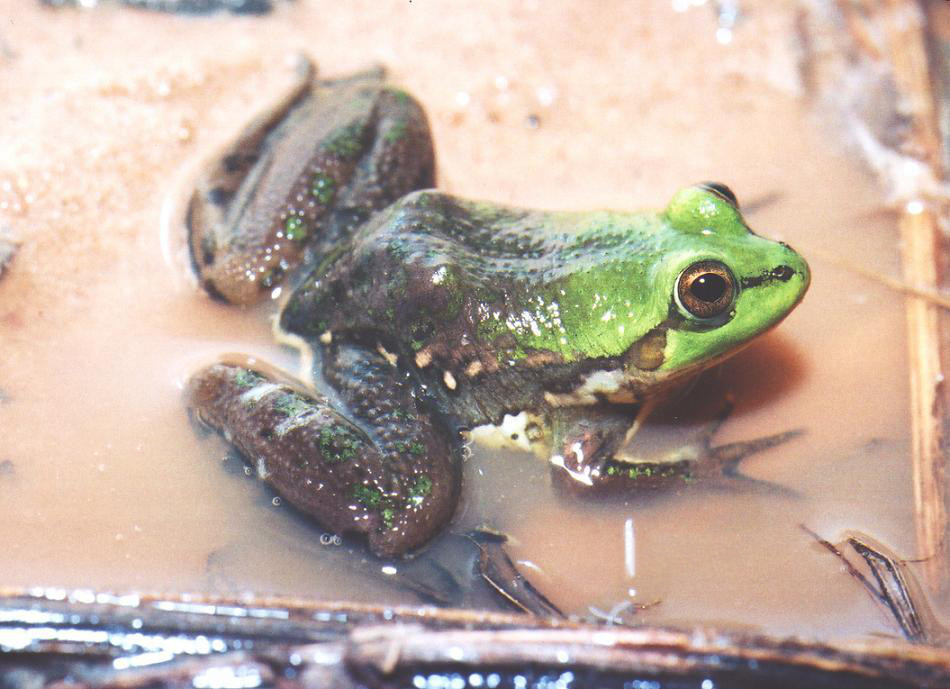
Pseudis bolbodactyla

## Publication originale
- Lutz, 1925 : Batraciens du Brésil. Comptes Rendus Hebdomadaires des Séances et Mémoires de la Société de Biologie et de ses Filiales Paris, vol. 93, p. 137-139.